# Liste der denkmalgeschützten Objekte in Salzburg-Salzburg/A–F
Die Liste der denkmalgeschützten Objekte in Salzburg-Salzburg/A–F enthält von den 600 denkmalgeschützten, unbeweglichen Objekte der Salzburger Katastralgemeinde Salzburg (Salzburger Altstadt) diejenigen in den Straßen A–F.

## Denkmäler
| Foto |                 | Denkmal                                                                                      | Standort                                                          | Beschreibung | Metadaten |
| ---- | --------------- | -------------------------------------------------------------------------------------------- | ----------------------------------------------------------------- | --- | --- |
| ja   | Datei hochladen | Wohnhaus HERIS-ID: 53029 Objekt-ID: 60803                                                    | Adolf-Bekk-Straße 1 Standort KG: Salzburg                         | Die Wohnhäuser der Stadtgemeinde Salzburg stammen aus der Zeit um 1924. | BDA-Hist.: Q38055454 Status: § 2a Stand der BDA-Liste: 2025-06-30 Name: Wohnhaus GstNr.: 3272/20 Adolf-Bekk-Straße 1                                                                                      |
| ja   | Datei hochladen | Wohnhaus HERIS-ID: 53030 Objekt-ID: 60804                                                    | Adolf-Bekk-Straße 4 Standort KG: Salzburg                         | Die Wohnhäuser der Stadtgemeinde Salzburg stammen aus der Zeit um 1924. | BDA-Hist.: Q38055464 Status: § 2a Stand der BDA-Liste: 2025-06-30 Name: Wohnhaus GstNr.: 3272/19 Adolf-Bekk-Straße 4                                                                                      |
| ja   | Datei hochladen | Aiglhof mit Gartenbaudenkmälern HERIS-ID: 52994 Objekt-ID: 60765                             | Aiglhofstraße 20, 20A, 22 Standort KG: Salzburg                   | Erstmals taucht der Hof im 14. Jahrhundert auf, als die Herrn von Kuchl das Lehen 1377 samt den umgebenden Gründen an Paul Köllerer (Köllrer) verkauften. Seit 1604 steht der Hof bis heute ständig im Eigentum des Stiftes St. Peter. Anmerkung: Die Gartenbaudenkmäler werden unter 76449 doppelt geführt. | BDA-Hist.: Q64692207 Status: § 2a Stand der BDA-Liste: 2025-06-30 Name: Aiglhof mit Gartenbaudenkmälern GstNr.: 3271/21, 3277 Aiglhof                                                                     |
| ja   | Datei hochladen | Skulpturengruppe HERIS-ID: 63763 Objekt-ID: 76449                                            | Aiglhofstraße 20, 20a, 22 Standort KG: Salzburg                   | Anmerkung: Die Gartenbaudenkmäler werden unter 60765 doppelt geführt. | BDA-Hist.: Q38104234 Status: § 2a Stand der BDA-Liste: 2025-06-30 Name: Skulpturengruppe GstNr.: 3271/21 Aiglhof - sculptures                                                                             |
| ja   | Datei hochladen | Wohnhaus, Nebengebäude des Aiglhofs HERIS-ID: 44611 Objekt-ID: 45442                         | Aiglhofstraße 24 Standort KG: Salzburg                            | → Hauptartikel : Aiglhof f1 | BDA-Hist.: Q38010251 Status: § 2a Stand der BDA-Liste: 2025-06-30 Name: Wohnhaus, Nebengebäude des Aiglhofs GstNr.: 3282/1 Aiglhof                                                                        |
| ja   | Datei hochladen | ehem. Gartenhaus des Aiglhofs HERIS-ID: 44612 Objekt-ID: 45443                               | Aiglhofstraße 26 Standort KG: Salzburg                            | → Hauptartikel : Aiglhof f1 | BDA-Hist.: Q38010260 Status: § 2a Stand der BDA-Liste: 2025-06-30 Name: ehem. Gartenhaus des Aiglhofs GstNr.: 3271/69 Aiglhof                                                                             |
| ja   | Datei hochladen | Wirtschaftsgebäude des Aiglhofs HERIS-ID: 52995 Objekt-ID: 60766                             | Aiglhofstraße 24, 28 Standort KG: Salzburg                        | → Hauptartikel : Aiglhof f1 | BDA-Hist.: Q64692208 Status: § 2a Stand der BDA-Liste: 2025-06-30 Name: Wirtschaftsgebäude des Aiglhofs GstNr.: 3282/1 Aiglhof - Wirtschaftsgebäude                                                       |
| ja   | Datei hochladen | Wohnhaus, Krautwächterhäusl HERIS-ID: 53119 Objekt-ID: 60909                                 | Almgasse 7 Standort KG: Salzburg                                  | Auch altes „Flurwächterhaus“ genannt; fälschlicherweise als „Henkershäuschen“ bezeichnet. | BDA-Hist.: Q38055807 Status: § 2a Stand der BDA-Liste: 2025-06-30 Name: Wohnhaus, Krautwächterhäusl GstNr.: 2324 Krautwächterhaus                                                                         |
| ja   | Datei hochladen | Wetterhäuschen HERIS-ID: 88356 Objekt-ID: 102924                                             | Alter Markt Standort KG: Salzburg                                 | Die im Neurenaissancestil gestaltete Wetterstation wurde 1888 aufgestellt. Es handelt sich um eines der wenigen Objekte aus der Zeit des Historismus in Salzburg. Der Entwurf des aus Gusseisen gefertigten und teils vergoldeten Wetterhäuschens stammt vom Stuttgarter Architekten Paul Lauser, gebaut wurde es von den Königlichen Württembergischen Hüttenwerken Wasseralfingen. Mehrere Versuche, die Station zu entfernen, konnten nicht gelingen. Das Bauwerk wurde 2007 unter Denkmalschutz gestellt und im Laufe seines Bestehens mehrmals, zuletzt 2010 restauriert. | BDA-Hist.: Q37725201 Status: § 2a Stand der BDA-Liste: 2025-06-30 Name: Wetterhäuschen GstNr.: 6 Wetterhäuschen, Salzburg                                                                                 |
| ja   | Datei hochladen | Florianibrunnen HERIS-ID: 66499 Objekt-ID: 79383                                             | Alter Markt Standort KG: Salzburg                                 | Die Statue des Florians wurde 1734 von Josef Anton Pfaffinger geschaffen. 1686/87 waren unter Stadtbaumeister Bartholomäus Bergamin Säule und Marmorbecken erneuert worden. Aus dem Jahr 1583 stammt das älteste Teil des Brunnens, das von dem Schmied Wolf Guppenberger geschaffene prächtige Gitter. | BDA-Hist.: Q55181071 Status: § 2a Stand der BDA-Liste: 2025-06-30 Name: Florianibrunnen GstNr.: 38 Florianibrunnen (Salzburg)                                                                             |
| ja   | Datei hochladen | Kaufmann Spänglerhaus HERIS-ID: 41564 Objekt-ID: 42081                                       | Alter Markt 2 Standort KG: Salzburg                               | Das fünfgeschoßige Haus ist im Kern spätmittelalterlich. Das Portal ist im Keilstein mit 1743 bezeichnet; die spätbarocken Fensterumrahmungen sind geschoßweise differenziert. | BDA-Hist.: Q38001681 Status: Bescheid Stand der BDA-Liste: 2025-06-30 Name: Kaufmann Spänglerhaus GstNr.: 32                                                                                              |
| ja   | Datei hochladen | Bürgerhaus, Haus an der Wag HERIS-ID: 36562 Objekt-ID: 35543                                 | Alter Markt 4 Standort KG: Salzburg                               | | BDA-Hist.: Q37970640 Status: Bescheid Stand der BDA-Liste: 2025-06-30 Name: Bürgerhaus, Haus an der Wag GstNr.: 36 Alter Markt 4 (Salzburg)                                                               |
| ja   | Datei hochladen | Bürgerhaus, Zulehnerhaus HERIS-ID: 36563 Objekt-ID: 35544                                    | Alter Markt 5 Standort KG: Salzburg                               | Das fünfgeschoßige Bürgerhaus weist Fensterbekrönungen aus der Mitte des 19. Jahrhunderts auf. | BDA-Hist.: Q37970650 Status: Bescheid Stand der BDA-Liste: 2025-06-30 Name: Bürgerhaus, Zulehnerhaus GstNr.: 37 Alter Markt 5, Salzburg                                                                   |
| ja   | Datei hochladen | Bürgerhaus, ehem. Hofapotheke HERIS-ID: 36564 Objekt-ID: 35545                               | Alter Markt 6 Standort KG: Salzburg                               | Die Fensterumrahmungen der alten Hofapotheke sind spätbarock; das Erdgeschoß wurde um 1910 neu gestaltet. | BDA-Hist.: Q37970659 Status: § 57-Mandatsbescheid Stand der BDA-Liste: 2025-06-30 Name: Bürgerhaus, ehem. Hofapotheke GstNr.: 39 Alte fürsterzbischöfliche Hofapotheke                                    |
| ja   | Datei hochladen | Bürgerhaus, ehem. Hofapotheke HERIS-ID: 41579 Objekt-ID: 42103                               | Alter Markt 7 Standort KG: Salzburg                               | Die Stuckdekorfassade des fünfstöckigen Bürgerhauses stammt aus der Zeit um 1800, der zweigeschoßige südseitige Anbau vom Ende des 18. Jahrhunderts. | BDA-Hist.: Q38001781 Status: Bescheid Stand der BDA-Liste: 2025-06-30 Name: Bürgerhaus, ehem. Hofapotheke GstNr.: 40 Alter Markt 7, Salzburg                                                              |
| ja   | Datei hochladen | Café Tomaselli HERIS-ID: 36565 Objekt-ID: 35546                                              | Alter Markt 9 Standort KG: Salzburg                               | → Hauptartikel : Café Tomaselli f1 | BDA-Hist.: Q980334 Status: Bescheid Stand der BDA-Liste: 2025-06-30 Name: Café Tomaselli GstNr.: 7 Café Tomaselli                                                                                         |
| ja   | Datei hochladen | Bürgerhaus, Gschwendtner'sche Behausung HERIS-ID: 36566 Objekt-ID: 35547                     | Alter Markt 10 Standort KG: Salzburg                              | Die Fensterumrahmungen dieses Bürgerhauses entstanden um 1800. | BDA-Hist.: Q37970673 Status: Bescheid Stand der BDA-Liste: 2025-06-30 Name: Bürgerhaus, Gschwendtner'sche Behausung GstNr.: 13 Alter Markt 10, Salzburg                                                   |
| ja   | Datei hochladen | Wohn- und Geschäftshaus HERIS-ID: 53058 Objekt-ID: 60840                                     | Alter Markt 11 Standort KG: Salzburg                              | Das Doppelhaus besteht seit 1336, wobei ein Preytenauer mit den Brüdern Liebl und Friedrich Sappl als Besitzer aufscheinen. Arkadenhof um 1540 entstanden, Bauherren waren Veit und Leopold Praun. Repräsentatives Korbbogenportal von 1758 mit zweiflügeliger Holztür. Ab 1935 Wiener Versicherungsanstalt. 1985 Restauration der Fassade nach klassizistischer Gestaltung von 1800. | BDA-Hist.: Q38055555 Status: § 2a Stand der BDA-Liste: 2025-06-30 Name: Wohn- und Geschäftshaus GstNr.: 14 Alter Markt 11, Salzburg                                                                       |
| ja   | Datei hochladen | Bürgerhaus, Kaufmann Metzgerhaus HERIS-ID: 41244 Objekt-ID: 41720                            | Alter Markt 12 Standort KG: Salzburg                              | 1366 zuerst als Haus an der Milchgasse genannt. Grundherr war das Bürgerspital (Einzug der Grundsteuer). Urban Aufner vergrößerte die Grundfläche durch Burgrechtszukäufe. 1539 ließ Christof Unterholzer in das Haus eine Weingrube (Gassenschanklokal) einbauen. Arkadenhof mit toskanischen Konglomeratsäulen nach 1595 entstanden, Bauherren waren die Brüder Unterholzer bzw. Georg Paumann und seine Ehefrau Elisabeth Wisendo. | BDA-Hist.: Q37998822 Status: Bescheid Stand der BDA-Liste: 2025-06-30 Name: Bürgerhaus, Kaufmann Metzgerhaus GstNr.: 16 Alter Markt 12, Salzburg                                                          |
| ja   | Datei hochladen | Bürgerhaus, Rothwang Haus HERIS-ID: 41701 Objekt-ID: 42252                                   | Alter Markt 13 Standort KG: Salzburg                              | | BDA-Hist.: Q38002340 Status: Bescheid Stand der BDA-Liste: 2025-06-30 Name: Bürgerhaus, Rothwang Haus GstNr.: 17                                                                                          |
| ja   | Datei hochladen | Bürgerhaus HERIS-ID: 41700 Objekt-ID: 42251                                                  | Alter Markt 14 Standort KG: Salzburg                              | | BDA-Hist.: Q38002330 Status: Bescheid Stand der BDA-Liste: 2025-06-30 Name: Bürgerhaus GstNr.: 18 |
| ja   | Datei hochladen | Bürgerhaus, Kaufmann Lechnerhaus HERIS-ID: 42557 Objekt-ID: 43145                            | Alter Markt 15 Standort KG: Salzburg                              | Die gut erhaltene Bausubstanz des Bürgerhauses stammt aus dem Spätmittelalter sowie dem 16. Jahrhundert. | BDA-Hist.: Q38003200 Status: Bescheid Stand der BDA-Liste: 2025-06-30 Name: Bürgerhaus, Kaufmann Lechnerhaus GstNr.: 19                                                                                   |
| ja   | Datei hochladen | Bürgerhaus, Mayrhaus, Binderhaus HERIS-ID: 38935 Objekt-ID: 38571                            | Anton-Neumayr-Platz 1 Standort KG: Salzburg                       | | BDA-Hist.: Q37985608 Status: Bescheid Stand der BDA-Liste: 2025-06-30 Name: Bürgerhaus, Mayrhaus, Binderhaus GstNr.: 440 Anton-Neumayr-Platz 1, Salzburg                                                  |
| ja   | Datei hochladen | Marienbrunnen HERIS-ID: 76007 Objekt-ID: 89546                                               | bei Anton-Neumayr-Platz 4 Standort KG: Salzburg                   | Der Brunnen in der Gstätten wurde 1692 von Hans Schwäbl im Auftrag von Erzbischof Johann Ernst Thun geschaffen. Der Blick der Madonna ist zum Mönchsberg gerichtet und sollte einen Schutz gegen die Steinmassen des Berges bilden – dies auch im Angedenken an die Katastrophe vom 16. Juli 1669, als ein Bergsturz große Teile der Gstättengasse unter sich begrub und 220 Menschen zu Tode kamen. | BDA-Hist.: Q64487783 Status: § 2a Stand der BDA-Liste: 2025-06-30 Name: Marienbrunnen GstNr.: 3725/1 Marienbrunnen, Salzburg                                                                              |
| ja   | Datei hochladen | Bürgerhaus, Altes Prutscherhaus HERIS-ID: 46404 Objekt-ID: 48393                             | Arenbergstraße 1 Standort KG: Salzburg                            | Das viergeschoßige Bürgerhaus mit schlichter Fassade stammt im Kern wahrscheinlich aus dem 16. Jahrhundert. | BDA-Hist.: Q38021208 Status: Bescheid Stand der BDA-Liste: 2025-06-30 Name: Bürgerhaus, Altes Prutscherhaus GstNr.: 1972 Arenbergstraße 1, Salzburg                                                       |
| ja   | Datei hochladen | ehem. Lederfabrik Zezi HERIS-ID: 46466 Objekt-ID: 48514                                      | Arenbergstraße 2 Standort KG: Salzburg                            | → Hauptartikel : Villa Ferch-Erggelet f1 | BDA-Hist.: Q2525081 Status: Bescheid Stand der BDA-Liste: 2025-06-30 Name: ehem. Lederfabrik Zezi GstNr.: 1973/1 Arenbergstraße 2, Salzburg                                                               |
| ja   | Datei hochladen | Bürgerhaus, Weber Bachhuberhaus 4 HERIS-ID: 46467 Objekt-ID: 48515                           | Arenbergstraße 5 Standort KG: Salzburg                            | Erstmals 1466 genannt; später „Maurer Peterl-Haus“ genannt. 1640 wird das Haus verstockt (d. h. unter mehreren Besitzern aufgeteilt). | BDA-Hist.: Q38021861 Status: Bescheid Stand der BDA-Liste: 2025-06-30 Name: Bürgerhaus, Weber Bachhuberhaus 4 GstNr.: 1962 Arenbergstraße 5, Salzburg                                                     |
| ja   | Datei hochladen | Mesnerhaus, Priesterhausstöckl HERIS-ID: 46421 Objekt-ID: 48421                              | Arenbergstraße 6 Standort KG: Salzburg                            | Seit 1698 im Eigentum des fürsterzbischöflichen Priesterhauses und Wohnung für Geistliche. Hier wurden in der sog. „Stainschule“ die Kinder des Äußeren Steins unterrichtet. 1866 durch Prinzessin Sophie von Arenberg erworben. 1929 von Paul Madelsperger gekauft. | BDA-Hist.: Q38021395 Status: Bescheid Stand der BDA-Liste: 2025-06-30 Name: Mesnerhaus, Priesterhausstöckl GstNr.: 1982 Arenbergstraße 6, Salzburg                                                        |
| ja   | Datei hochladen | Schloss Arenberg HERIS-ID: 53213 Objekt-ID: 61019                                            | Arenbergstraße 10 Standort KG: Salzburg                           | Das Schloss wurde nach dem Brand des aus dem 14. Jahrhundert stammenden Schlosses Bürglstein neu errichtet. Es ist ein sechsachsiger, dreistöckiger Bau mit langer Front und einem gegiebelten Mittelrisaliten, vor dem ein schmiedeeiserner Balkon vorgespannt ist. An der Rückseite (zur Straße hin) befindet sich hinter drei Rundbogenfenstern die Kapelle. | BDA-Hist.: Q2240079 Status: Bescheid Stand der BDA-Liste: 2025-06-30 Name: Schloss Arenberg GstNr.: 1987/1 Schloss Arenberg, Salzburg                                                                     |
| ja   | Datei hochladen | Bürgerhaus, Schuhmacher Glocknerhaus HERIS-ID: 46459 Objekt-ID: 48506                        | Arenbergstraße 9 Standort KG: Salzburg                            | Das Bürgerhaus mit abgefastem Rechteckportal und Grabendach stammt im Kern aus dem 16. und 17. Jahrhundert. | BDA-Hist.: Q38021801 Status: Bescheid Stand der BDA-Liste: 2025-06-30 Name: Bürgerhaus, Schuhmacher Glocknerhaus GstNr.: 1954                                                                             |
| ja   | Datei hochladen | Bürgerhaus, Das Weber Unfriedhaus Nr. 7 HERIS-ID: 46451 Objekt-ID: 48495                     | Arenbergstraße 11 Standort KG: Salzburg                           | Das viergeschoßige Bürgerhaus stammt im Kern aus dem 16. und 17. Jahrhundert. | BDA-Hist.: Q38021710 Status: Bescheid Stand der BDA-Liste: 2025-06-30 Name: Bürgerhaus, Das Weber Unfriedhaus Nr. 7 GstNr.: 1953/1 Arenbergstraße 11, Salzburg                                            |
| ja   | Datei hochladen | Bürgerhaus, Altes Kranzlbinderhaus, Maurer Peterl Haus HERIS-ID: 36568 Objekt-ID: 35549      | Arenbergstraße 15 Standort KG: Salzburg                           | Das Bürgerhaus mit einem historistischen Anbau stammt im Kern aus dem 16. Jahrhundert. | BDA-Hist.: Q37970681 Status: Bescheid Stand der BDA-Liste: 2025-06-30 Name: Bürgerhaus, Altes Kranzlbinderhaus, Maurer Peterl Haus GstNr.: 1953/2 Arenbergstraße 13-15 (Altes Kranzlbinderhaus), Salzburg |
| ja   | Datei hochladen | Bürgerhaus, Branntweinbrennerhaus HERIS-ID: 36569 Objekt-ID: 35550                           | Arenbergstraße 17, 19 Standort KG: Salzburg                       | 1523 wird das „Haus und der Garten zu Pyrgla“ erstmals erwähnt. Weitere Bezeichnungen waren „Ingerl“ oder „Pretzenbehausung“, da der Besitzer Wenger ein Bäcker war. 1559 wird der Domherr Johann Ramminger neuer Hausherr. Von Hans Kellenberger wurde Mitte des 17. Jahrhunderts hinter dem Haus eine Franziskuskapelle erbaut (Gruft von Heinrich Losy von Losenau, erbaut von Ferdinand Laschenzky). 1801 hieß es „Branntweinmacher-Haus“, da sein damaliger Besitzer Johann Holztrattner eine Konzession zum Branntweinbrennen erhalten hatte. 1810 erstand der Besitzer des Kuglbräu Anton Zellner das Haus. 1851 wurde Heinrich Losy von Losenau (im Volksmund „der kalte Baron“ geheißen, da er aufgrund eines Magenleidens nichts Warmes essen durfte) Besitzer. | BDA-Hist.: Q37970689 Status: Bescheid Stand der BDA-Liste: 2025-06-30 Name: Bürgerhaus, Branntweinbrennerhaus GstNr.: 1943                                                                                |
| ja   | Datei hochladen | Wessicken-Wohnvilla HERIS-ID: 46800 Objekt-ID: 49014                                         | Arenbergstraße 23 Standort KG: Salzburg                           | Erbaut 1892/93 vom Dombaumeister Josef Wessicken. Bei der Grundsteinlegung wurden hier römische Gräber aufgedeckt. | BDA-Hist.: Q38023831 Status: Bescheid Stand der BDA-Liste: 2025-06-30 Name: Wessicken-Wohnvilla GstNr.: 1934 Arenbergstraße 23, Salzburg                                                                  |
| ja   | Datei hochladen | Miethaus, ehem. Peterlwirtshaus HERIS-ID: 46458 Objekt-ID: 48505                             | Arenbergstraße 25, 27 Standort KG: Salzburg                       | Das späthistoristische Wohnhaus mit turmbehelmtem Erker stammt vom Ende des 19. Jahrhunderts. | BDA-Hist.: Q38021790 Status: Bescheid Stand der BDA-Liste: 2025-06-30 Name: Miethaus, ehem. Peterlwirtshaus GstNr.: 1930/2, 1928/2 Arenbergstraße 25-27, Salzburg                                         |
| ja   | Datei hochladen | Bürgerhaus, ehem. Kalbsohrbehausung HERIS-ID: 36570 Objekt-ID: 35551                         | Arenbergstraße 29 Standort KG: Salzburg                           | Das viergeschoßige Bürgerhaus mit Rieselputzfassade und Grabendach stammt im Kern aus dem 16. und 17. Jahrhundert. | BDA-Hist.: Q37970698 Status: Bescheid Stand der BDA-Liste: 2025-06-30 Name: Bürgerhaus, ehem. Kalbsohrbehausung GstNr.: 1925 Arenbergstraße 29 (Kalbsohrbehausung), Salzburg                              |
| ja   | Datei hochladen | Villa, Haus Wunibald Deininger HERIS-ID: 46480 Objekt-ID: 48533                              | Arenbergstraße 29A Standort KG: Salzburg                          | Die Villa wurde in den Jahren 1927/28 erbaut. | BDA-Hist.: Q38021932 Status: Bescheid Stand der BDA-Liste: 2025-06-30 Name: Villa, Haus Wunibald Deininger GstNr.: 1921/2                                                                                 |
| ja   | Datei hochladen | Schloss Elsenheim HERIS-ID: 36571 Objekt-ID: 35552                                           | Arenbergstraße 35 Standort KG: Salzburg                           | Das auch Schloss Rehling genannte Gebäude stammt in der heutigen Form aus dem 17. Jahrhundert, es weist Stuckdecken aus dem frühen 18. Jahrhundert auf. Es ist ein schmaler, hoher Bau mit Treppenturm und Walmdach. | BDA-Hist.: Q1771038 Status: Bescheid Stand der BDA-Liste: 2025-06-30 Name: Schloss Elsenheim GstNr.: 1883 Schloss Elsenheim, Salzburg                                                                     |
| ja   | Datei hochladen | Wohn- und Geschäftshaus HERIS-ID: 44232 Objekt-ID: 44985                                     | Auerspergstraße 14 Standort KG: Salzburg                          | | BDA-Hist.: Q38007657 Status: Bescheid Stand der BDA-Liste: 2025-06-30 Name: Wohn- und Geschäftshaus GstNr.: 1071                                                                                          |
| ja   | Datei hochladen | Wohn- und Geschäftshaus HERIS-ID: 42123 Objekt-ID: 42705                                     | Auerspergstraße 16 / Faberstraße 17 Standort KG: Salzburg         | | BDA-Hist.: Q38002925 Status: Bescheid Stand der BDA-Liste: 2025-06-30 Name: Wohn- und Geschäftshaus GstNr.: 1072                                                                                          |
| ja   | Datei hochladen | Totenkapelle mit Friedhof HERIS-ID: 71360 Objekt-ID: 84522                                   | Augustinergasse Standort KG: Salzburg                             | Anmerkung: Die Kapelle ist nicht öffentlich zugänglich. Bei Bedarf: Nachfragen im Pfarramt Mülln. | BDA-Hist.: Q38127414 Status: § 2a Stand der BDA-Liste: 2025-06-30 Name: Totenkapelle mit Friedhof GstNr.: 3164 Friedhof Mülln                                                                             |
| ja   | Datei hochladen | Kath. Pfarrkirche Mariae Himmelfahrt (U.L.F.) - Mülln HERIS-ID: 76006 Objekt-ID: 89545       | Augustinergasse 1a Standort KG: Salzburg                          | Eine erste Kapelle in Mülln wurde 1148 erstmals unter Erzbischof Gebhard erwähnt. Unter Erzbischof Johann II. von Reisberg wurde 1439 mit dem Neubau der Kirche in Form einer gotischen Saalkirche begonnen. 1674 bekam die Kirche ihren barocken Zwiebelhelm und den straßenseitigen Vorbau mit der Dreifaltigkeitskapelle. Turm und Vorhaus wurden von Sebastian Stumpfegger errichtet. Seit 1833 wird die Kirche von den Benediktinern von Michaelbeuern betreut. | BDA-Hist.: Q2082845 Status: § 2a Stand der BDA-Liste: 2025-06-30 Name: Kath. Pfarrkirche Mariae Himmelfahrt (U.L.F.) - Mülln GstNr.: 3164 Pfarrkirche Mülln                                               |
| ja   | Datei hochladen | Müllner Bräu, ehem. Kloster HERIS-ID: 57570 Objekt-ID: 67771                                 | Augustinergasse 4, 6 Standort KG: Salzburg                        | Größter „Biertempel“ Österreichs mit ca. 1500 Sitzplätzen. Bräustübl mit vier Bierhallen und drei kleineren Stuben und großem Gastgarten. 1621 Bewilligung einer Klosterbrauerei an die Augustiner. 1835 kam der Klosterkomplex an die Benediktinerabtei Michaelbeuern. 1911/12 Renovierung der Brauanlagen. Heutige Bierproduktion weitgehend nach der handwerklichen Technologie von 1912. | BDA-Hist.: Q1306270 Status: § 2a Stand der BDA-Liste: 2025-06-30 Name: Müllner Bräu, ehem. Kloster GstNr.: 3133/1, 3133/3, 3135 Augustiner Bräu Kloster Mülln Salzburg                                    |
| ja   | Datei hochladen | Volksschule HERIS-ID: 71359 Objekt-ID: 84521                                                 | Augustinergasse 16 Standort KG: Salzburg                          | Das zweigeschoßige Haus mit neobarocker Fassade wurde 1895/96 erbaut. | BDA-Hist.: Q38127405 Status: § 2a Stand der BDA-Liste: 2025-06-30 Name: Volksschule GstNr.: 3100/1 Volksschule Mülln                                                                                      |
| ja   | Datei hochladen | Bürgerhaus, Weberhaus HERIS-ID: 36573 Objekt-ID: 35554                                       | Augustinergasse 28A Standort KG: Salzburg                         | Die Fenster- und Portalumrahmungen des freistehenden zweigeschoßigen Baus stammen vom Ende des 18. Jahrhunderts. | BDA-Hist.: Q37970723 Status: Bescheid Stand der BDA-Liste: 2025-06-30 Name: Bürgerhaus, Weberhaus GstNr.: 3094/2                                                                                          |
| ja   | Datei hochladen | Stadtmauer, Torbogen HERIS-ID: 71357 Objekt-ID: 84519                                        | bei Badergässchen 1 Standort KG: Salzburg                         | | BDA-Hist.: Q38127388 Status: § 2a Stand der BDA-Liste: 2025-06-30 Name: Stadtmauer, Torbogen GstNr.: 3720                                                                                                 |
| ja   | Datei hochladen | Bürgerhaus HERIS-ID: 41109 Objekt-ID: 41544                                                  | Badergässchen 2 Standort KG: Salzburg                             | Das Bürgerhaus mit schlichter Fassade ist im Kern mittelalterlich. Seine Rückseite ist auf die Stadtmauer von 1280 aufgesetzt. | BDA-Hist.: Q37998146 Status: Bescheid Stand der BDA-Liste: 2025-06-30 Name: Bürgerhaus GstNr.: 451 Badergässchen 2, Salzburg                                                                              |
| ja   | Datei hochladen | Mesnerhaus, Mirabellmesnerhaus HERIS-ID: 41540 Objekt-ID: 42056                              | Badergässchen 4 Standort KG: Salzburg                             | Das viergeschoßige Haus mit schlichter Fassade ist im Kern mittelalterlich. Seine Rückseite ist auf die Stadtmauer von 1280 aufgesetzt. | BDA-Hist.: Q38001547 Status: Bescheid Stand der BDA-Liste: 2025-06-30 Name: Mesnerhaus, Mirabellmesnerhaus GstNr.: 452/1                                                                                  |
| ja   | Datei hochladen | Gast-/ Bürgerhaus, Bärenwirt HERIS-ID: 36676 Objekt-ID: 35657                                | Bärengässchen 1 / Müllner Hauptstraße 8 Standort KG: Salzburg     | → Hauptartikel : Mülln#Müllner Hauptstraße f1 | BDA-Hist.: Q64692206 Status: Bescheid Stand der BDA-Liste: 2025-06-30 Name: Gast-/ Bürgerhaus, Bärenwirt GstNr.: 3204 Müllner Hauptstraße 8 (= Bärengässchen 1, Bärenwirt), Salzburg                      |
| ja   | Datei hochladen | Bürgerhaus HERIS-ID: 45386 Objekt-ID: 46709                                                  | Bärengässchen 13 Standort KG: Salzburg                            | | BDA-Hist.: Q38015500 Status: Bescheid Stand der BDA-Liste: 2025-06-30 Name: Bürgerhaus GstNr.: 3215 |
| ja   | Datei hochladen | Bürgerhaus HERIS-ID: 45212 Objekt-ID: 46131                                                  | Bergstraße 4 Standort KG: Salzburg                                | Das viergeschoßige Bürgerhaus mit schlichter Fassade stammt im Kern aus dem 16. und 17. Jahrhundert. | BDA-Hist.: Q38014247 Status: Bescheid Stand der BDA-Liste: 2025-06-30 Name: Bürgerhaus GstNr.: 808 |
| ja   | Datei hochladen | Bürgerhaus, Bürstenbinderhaus HERIS-ID: 45211 Objekt-ID: 46130                               | Bergstraße 8 Standort KG: Salzburg                                | Das viergeschoßige Bürgerhaus stammt im Kern aus dem 16. und 17. Jahrhundert und erhielt im 19. Jahrhundert eine neue Fassade. | BDA-Hist.: Q38014238 Status: Bescheid Stand der BDA-Liste: 2025-06-30 Name: Bürgerhaus, Bürstenbinderhaus GstNr.: 810                                                                                     |
| ja   | Datei hochladen | Bürgerhaus HERIS-ID: 45210 Objekt-ID: 46129                                                  | Bergstraße 10 Standort KG: Salzburg                               | | BDA-Hist.: Q38014228 Status: Bescheid Stand der BDA-Liste: 2025-06-30 Name: Bürgerhaus GstNr.: 811 Bergstraße 10 (Salzburg)                                                                               |
| ja   | Datei hochladen | Bürgerhaus HERIS-ID: 45209 Objekt-ID: 46128                                                  | Bergstraße 11 Standort KG: Salzburg                               | Durch die Fassade aus der 1. Hälfte des 19. Jahrhunderts wurden zwei ältere Bürgerhäuser zu einem Gebäude vereint. | BDA-Hist.: Q38014217 Status: Bescheid Stand der BDA-Liste: 2025-06-30 Name: Bürgerhaus GstNr.: 822 |
| ja   | Datei hochladen | Bürgerhaus HERIS-ID: 45449 Objekt-ID: 46786                                                  | Bergstraße 13 Standort KG: Salzburg                               | | BDA-Hist.: Q38015923 Status: Bescheid Stand der BDA-Liste: 2025-06-30 Name: Bürgerhaus GstNr.: 819/2 |
| ja   | Datei hochladen | Bürgerhaus HERIS-ID: 45344 Objekt-ID: 46636                                                  | Bergstraße 15 Standort KG: Salzburg                               | Die Fassade des Hauses mit leicht geknickter Front stammt aus der 1. Hälfte des 19. Jahrhunderts. | BDA-Hist.: Q38015228 Status: Bescheid Stand der BDA-Liste: 2025-06-30 Name: Bürgerhaus GstNr.: 818 Bergstraße 15 (Salzburg)                                                                               |
| ja   | Datei hochladen | Bürgerhaus, Lodronsches Haus HERIS-ID: 45384 Objekt-ID: 46707                                | Bergstraße 16 Standort KG: Salzburg                               | Das viergeschoßige Bürgerhaus stammt im Kern aus dem 16. und 17. Jahrhundert. | BDA-Hist.: Q38015481 Status: Bescheid Stand der BDA-Liste: 2025-06-30 Name: Bürgerhaus, Lodronsches Haus GstNr.: 871                                                                                      |
| ja   | Datei hochladen | Bürgerhaus, Winkler- oder Gugenbergerhaus HERIS-ID: 45903 Objekt-ID: 47432                   | Bergstraße 18 Standort KG: Salzburg                               | Die Fensterumrahmungen des viergeschoßigen Bürgerhauses stammen aus dem frühen 19. Jahrhundert. | BDA-Hist.: Q38018096 Status: Bescheid Stand der BDA-Liste: 2025-06-30 Name: Bürgerhaus, Winkler- oder Gugenbergerhaus GstNr.: 872                                                                         |
| ja   | Datei hochladen | Bürgerhaus, Waserbrennerhaus HERIS-ID: 45358 Objekt-ID: 46653                                | Bergstraße 19 Standort KG: Salzburg                               | | BDA-Hist.: Q38015345 Status: Bescheid Stand der BDA-Liste: 2025-06-30 Name: Bürgerhaus, Waserbrennerhaus GstNr.: 816                                                                                      |
| ja   | Datei hochladen | Bürgerhaus, Bordenwirker-Pöheimhaus HERIS-ID: 45819 Objekt-ID: 47273                         | Bergstraße 21 Standort KG: Salzburg                               | Die Fensterumrahmungen des viergeschoßigen Bürgerhauses stammen aus der 1. Hälfte des 19. Jahrhunderts. | BDA-Hist.: Q38017663 Status: Bescheid Stand der BDA-Liste: 2025-06-30 Name: Bürgerhaus, Bordenwirker-Pöheimhaus GstNr.: 814/1 Bergstraße 21 (Salzburg)                                                    |
| ja   | Datei hochladen | Petrisches Binderhaus HERIS-ID: 53081 Objekt-ID: 60866                                       | Bierjodlgasse 2 Standort KG: Salzburg                             | | BDA-Hist.: Q38055650 Status: § 2a Stand der BDA-Liste: 2025-06-30 Name: Petrisches Binderhaus GstNr.: 286 Bierjodlgasse 2, Salzburg                                                                       |
| ja   | Datei hochladen | Bürgerhaus, Tischler-Stöltlhaus HERIS-ID: 44153 Objekt-ID: 44856                             | Bierjodlgasse 4 Standort KG: Salzburg                             | | BDA-Hist.: Q38007236 Status: Bescheid Stand der BDA-Liste: 2025-06-30 Name: Bürgerhaus, Tischler-Stöltlhaus GstNr.: 288 Bierjodlgasse 4, Salzburg                                                         |
| ja   | Datei hochladen | Ansitz, Der Hof Blumenstein zu Münchshausen HERIS-ID: 46503 Objekt-ID: 48585                 | Blumensteinstraße 1 Standort KG: Salzburg                         | Ansitz Blumenstein stammt aus dem Jahr 1635 und wurde von wechselnden Besitzern im Lauf der Zeit umgestaltet. Es ist ein langgestreckter dreigeschoßiger Bau, im ersten Obergeschoß sind die Fenster mit kugelartige Schlusssteine aufweisenden Faschen sowie mit Schmiedeeisengitter ausgestattet. | BDA-Hist.: Q1337824 Status: Bescheid Stand der BDA-Liste: 2025-06-30 Name: Ansitz, Der Hof Blumenstein zu Münchshausen GstNr.: 1890/1 Schloss Blumenstein (Salzburg)                                      |
| ja   | Datei hochladen | Bürgerhaus, Winkler- oder Wallnerhaus HERIS-ID: 36574 Objekt-ID: 35555                       | Brodgasse 3 Standort KG: Salzburg                                 | Das fünfgeschoßige Bürgerhaus mit breit abgeschrägtem Rundbogenportal ist im Kern spätmittelalterlich. Die Fensterumrahmungen stammen vom späten 18. Jahrhundert. | BDA-Hist.: Q37970733 Status: § 57-Mandatsbescheid Stand der BDA-Liste: 2025-06-30 Name: Bürgerhaus, Winkler- oder Wallnerhaus GstNr.: 53 Brodgasse 3, Salzburg                                            |
| ja   | Datei hochladen | Bürgerhaus HERIS-ID: 37911 Objekt-ID: 37332                                                  | Brodgasse 9 Standort KG: Salzburg                                 | Das fünfgeschoßige Bürgerhaus mit abgefastem Rundbogenportal ist im Kern spätmittelalterlich. | BDA-Hist.: Q37977925 Status: Bescheid Stand der BDA-Liste: 2025-06-30 Name: Bürgerhaus GstNr.: 50 |
| ja   | Datei hochladen | Bürgerhaus, Pramsteidlhaus HERIS-ID: 38127 Objekt-ID: 37635                                  | Brodgasse 11 Standort KG: Salzburg                                | | BDA-Hist.: Q37979166 Status: Bescheid Stand der BDA-Liste: 2025-06-30 Name: Bürgerhaus, Pramsteidlhaus GstNr.: 47                                                                                         |
| ja   | Datei hochladen | Bürgerhaus, Goldarbeiter Maierhaus HERIS-ID: 37563 Objekt-ID: 36754                          | Brodgasse 13 Standort KG: Salzburg                                | Das im Kern spätmittelalterliche Bürgerhaus weist ein spätgotisches Rundbogenportal auf. An je drei Fenstern der ersten beiden Obergeschoße wurden spätgotische Gewände freigelegt. | BDA-Hist.: Q37976175 Status: Bescheid Stand der BDA-Liste: 2025-06-30 Name: Bürgerhaus, Goldarbeiter Maierhaus GstNr.: 46 Brodgasse 13, Salzburg                                                          |
| ja   | Datei hochladen | Brunnhaus mit Pumpwerk HERIS-ID: 44739 Objekt-ID: 45588                                      | Brunnhausgasse 5 Standort KG: Salzburg                            | Errichtet 1664; das Pumpwerk förderte aus dem Almkanal Wasser für den Residenzbrunnen und für die höher gelegenen Häuser im Nonntal und im Kaiviertel. | BDA-Hist.: Q38010714 Status: Bescheid Stand der BDA-Liste: 2025-06-30 Name: Brunnhaus mit Pumpwerk GstNr.: 2309 Brunnhausgasse 5 (Salzburg)                                                               |
| ja   | Datei hochladen | Bürgerhaus, Wäscherhaus HERIS-ID: 53117 Objekt-ID: 60907                                     | Brunnhausgasse 16 Standort KG: Salzburg                           | Das Wäscherhaus ist ein dreigeschoßiges Handwerkerhaus aus dem 17. Jahrhundert, gedeckt mit einem Satteldach. Im Inneren befinden sich Gewölbe und Holzbalkendecken. | BDA-Hist.: Q38055797 Status: § 2a Stand der BDA-Liste: 2025-06-30 Name: Bürgerhaus, Wäscherhaus GstNr.: 2299                                                                                              |
| ja   | Datei hochladen | ehem. Daun- oder Domherrenschlösschen, Villa Bertha HERIS-ID: 68164 Objekt-ID: 81166         | Brunnhausgasse 29, 31 Standort KG: Salzburg                       | → Hauptartikel : Daunschlössl f1 | BDA-Hist.: Q1173000 Status: Bescheid Stand der BDA-Liste: 2025-06-30 Name: ehem. Daun- oder Domherrenschlösschen, Villa Bertha GstNr.: 2449/6, 2449/7 Daunschlössl                                        |
| ja   | Datei hochladen | Villa Johann Piger HERIS-ID: 46563 Objekt-ID: 48658                                          | Bucklreuthstraße 14 Standort KG: Salzburg                         | Die Villa des Bildhauers Johann Piger entstand um 1890. Sie ist u. a. bedeutend, da sie für ihn und seine Ehefrau von dem bekannten Baumeister Jakob Ceconi erbaut wurde. | BDA-Hist.: Q38022566 Status: Bescheid Stand der BDA-Liste: 2025-06-30 Name: Villa Johann Piger GstNr.: 2797                                                                                               |
| ja   | Datei hochladen | ehem. Bürgerspital, Admonter Hof, Spielzeugmuseum HERIS-ID: 57511 Objekt-ID: 67657           | Bürgerspitalgasse 2 Standort KG: Salzburg                         | → Hauptartikel : Bürgerspital Salzburg f1 | BDA-Hist.: Q64026384 Status: § 2a Stand der BDA-Liste: 2025-06-30 Name: ehem. Bürgerspital, Admonter Hof, Spielzeugmuseum GstNr.: 385, 384 Bürgerspital Salzburg                                          |
| ja   | Datei hochladen | Kath. Pfarrkirche, Bürgerspitalskirche hl. Blasius HERIS-ID: 53049 Objekt-ID: 60831          | Bürgerspitalplatz 2 Standort KG: Salzburg                         | → Hauptartikel : Bürgerspitalkirche St. Blasius f1 | BDA-Hist.: Q1021482 Status: § 2a Stand der BDA-Liste: 2025-06-30 Name: Kath. Pfarrkirche, Bürgerspitalskirche hl. Blasius GstNr.: 386 Blasiuskirche (Salzburg)                                            |
| ja   | Datei hochladen | Wohnhaus HERIS-ID: 75920 Objekt-ID: 89445                                                    | Bürgerspitalplatz 3 Standort KG: Salzburg                         | | BDA-Hist.: Q38141351 Status: § 2a Stand der BDA-Liste: 2025-06-30 Name: Wohnhaus GstNr.: 387 |
| ja   | Datei hochladen | Stadttor, Gstättentor, Schleiferbogen HERIS-ID: 36623 Objekt-ID: 35604                       | Bürgerspitalplatz 4 Standort KG: Salzburg                         | → Hauptartikel : Gstättengasse und Ursulinenplatz | BDA-Hist.: Q64487781 Status: Bescheid Stand der BDA-Liste: 2025-06-30 Name: Stadttor, Gstättentor, Schleiferbogen GstNr.: 388 Gstättentor (Salzburg)                                                      |
| ja   | Datei hochladen | Bürgerhaus HERIS-ID: 44229 Objekt-ID: 44982                                                  | Chiemseegasse 1 Standort KG: Salzburg                             | Das schmale fünfgeschoßige Bürgerhaus ist im Kern spätmittelalterlich. Das abgeschrägte Rundbogenportal stammt aus dem 16. Jahrhundert. | BDA-Hist.: Q38007629 Status: Bescheid Stand der BDA-Liste: 2025-06-30 Name: Bürgerhaus GstNr.: 124 |
| ja   | Datei hochladen | Bürgerhaus, Hoftischlerhaus HERIS-ID: 44230 Objekt-ID: 44983                                 | Chiemseegasse 2 Standort KG: Salzburg                             | Das fünfgeschoßige Bürgerhaus weist noch ein spätgotisches abgefastes Rechteckportal mit Rechteckoberlicht auf. | BDA-Hist.: Q38007639 Status: Bescheid Stand der BDA-Liste: 2025-06-30 Name: Bürgerhaus, Hoftischlerhaus GstNr.: 126                                                                                       |
| ja   | Datei hochladen | Bürgerhaus, Kochmayerhaus HERIS-ID: 43735 Objekt-ID: 44411                                   | Chiemseegasse 3 Standort KG: Salzburg                             | Erstmals 1565 genannt. Arkadenhöfe entstanden 1565, Bauherren Virgili Diether und seine Ehefrau Felicitas Aigl von Wurm(b)sdorf. Meist im Besitz hoher Beamter. Kriegsschäden wurden 1950 ausgebessert. | BDA-Hist.: Q38005030 Status: Bescheid Stand der BDA-Liste: 2025-06-30 Name: Bürgerhaus, Kochmayerhaus GstNr.: 123                                                                                         |
| ja   | Datei hochladen | Wohn- und Geschäftshaus HERIS-ID: 37538 Objekt-ID: 36721                                     | Chiemseegasse 4 Standort KG: Salzburg                             | Erster bekannter Hausbesitzer war 1457 Ritter Rudolf Trauner, später seine Söhne. Arkadenhof mit toskanischen Säulen nach 1601 entstanden, Bauherren waren Jakob Friedrich Ritz und seine Ehefrau Rosina Altmann. Die Witwe Rosina heiratete 1612 Hans Christof Teufl, der ab 1620 auf der Landtafel erscheint. Danach im Besitz des Joseph Christoph Ciurletti, Pfleger und Landrichter in Radstadt. | BDA-Hist.: Q37976118 Status: Bescheid Stand der BDA-Liste: 2025-06-30 Name: Wohn- und Geschäftshaus GstNr.: 127                                                                                           |
| ja   | Datei hochladen | Miethaus, Knoblauchhaus HERIS-ID: 44189 Objekt-ID: 44893                                     | Chiemseegasse 5 Standort KG: Salzburg                             | Die aufwendig gestaltete Fassade des viergeschoßigen Bürgerhauses stammt von Ende des 18. Jahrhunderts. | BDA-Hist.: Q38007413 Status: Bescheid Stand der BDA-Liste: 2025-06-30 Name: Miethaus, Knoblauchhaus GstNr.: 122                                                                                           |
| ja   | Datei hochladen | Bürgerhaus HERIS-ID: 44150 Objekt-ID: 44853                                                  | Chiemseegasse 6 Standort KG: Salzburg                             | Das fünfgeschoßige Bürgerhaus mit schlichter Fassade ist im Baukern mittelalterlich. Das Portal stammt aus dem späten 18. Jahrhundert. | BDA-Hist.: Q38007204 Status: Bescheid Stand der BDA-Liste: 2025-06-30 Name: Bürgerhaus GstNr.: 128 |
| ja   | Datei hochladen | Chiemseehof; Garten als archäologisches Fundhoffnungsgebiet HERIS-ID: 53072 Objekt-ID: 60855 | Chiemseegasse 8 Standort KG: Salzburg                             | Der Chiemseehof ist ein über längere Zeit entstandener Gebäudekomplex aus fünf Häusern und wurde 1215 erstmals erwähnt. Er diente bis ins frühe 19. Jahrhundert als Residenz der Bischöfe von Chiemsee und ist nunmehr Sitz der Salzburger Landesregierung. | BDA-Hist.: Q1072458 Status: § 2a Stand der BDA-Liste: 2025-06-30 Name: Chiemseehof; Garten als archäologisches Fundhoffnungsgebiet GstNr.: 150, 151 Chiemseehof Salzburg                                  |
| ja   | Datei hochladen | Kiosk Tomaselli HERIS-ID: 88407 Objekt-ID: 102977                                            | bei Churfürststraße 1 Standort KG: Salzburg                       | | BDA-Hist.: Q37725426 Status: § 2a Stand der BDA-Liste: 2025-06-30 Name: Kiosk Tomaselli GstNr.: 6 Café Tomaselli - Kiosk                                                                                  |
| ja   | Datei hochladen | Bürgerhaus HERIS-ID: 36575 Objekt-ID: 35556                                                  | Döllerergässchen 4 Standort KG: Salzburg                          | | BDA-Hist.: Q37970744 Status: Bescheid Stand der BDA-Liste: 2025-06-30 Name: Bürgerhaus GstNr.: 88 |
| ja   | Datei hochladen | Bürgerhaus, Badestube zu Chaltenbach HERIS-ID: 36576 Objekt-ID: 35557                        | Döllerergässchen 6 Standort KG: Salzburg                          | | BDA-Hist.: Q37970754 Status: Bescheid Stand der BDA-Liste: 2025-06-30 Name: Bürgerhaus, Badestube zu Chaltenbach GstNr.: 87                                                                               |
| ja   | Datei hochladen | Mariensäule HERIS-ID: 57510 Objekt-ID: 67656                                                 | Domplatz Standort KG: Salzburg                                    | Die Mariensäule in der Mitte des Domplatzes wurde von 1766 bis 1771 von Wolfgang und Johann Baptist Hagenauer errichtet. Ein hoher Sockel trägt die Figur der Maria Immaculata, die auf einem Wolkenberg mit Weltkugel steht. An den Ecken und Wänden des Sockels sind neben Figuren eines Engels und Teufels zahlreiche allegorische Darstellungen zu sehen. | BDA-Hist.: Q38076988 Status: § 2a Stand der BDA-Liste: 2025-06-30 Name: Mariensäule GstNr.: 2 Mariensäule Salzburg                                                                                        |
| ja   | Datei hochladen | Dom, hll. Rupert und Virgil HERIS-ID: 45490 Objekt-ID: 46853                                 | Domplatz 1a Standort KG: Salzburg                                 | → Hauptartikel : Salzburger Dom f1 | BDA-Hist.: Q258908 Status: § 2a Stand der BDA-Liste: 2025-06-30 Name: Dom, hll. Rupert und Virgil GstNr.: 1 Salzburger Dom                                                                                |
| ja   | Datei hochladen | Bürgerhaus, Café Koller HERIS-ID: 45213 Objekt-ID: 46132                                     | Dreifaltigkeitsgasse 2 Standort KG: Salzburg                      | Das Wohn- und Geschäftshaus mit historistischer Fassade im zweiten und dritten Obergeschoß wurde an Stelle einer im Jahr 1861 abgetragenen Kirche errichtet. | BDA-Hist.: Q38014258 Status: Bescheid Stand der BDA-Liste: 2025-06-30 Name: Bürgerhaus, Café Koller GstNr.: 837 Dreifaltigkeitsgasse 2 (Salzburg)                                                         |
| ja   | Datei hochladen | Bürgerhaus, ehem. Münchnerhof HERIS-ID: 45208 Objekt-ID: 46127                               | Dreifaltigkeitsgasse 3 Standort KG: Salzburg                      | Erste urkundliche Erwähnung 1374. Erster namentlich bekannter Besitzer war 1423 Hans Chasrer. 1490 ist der Bräu Hans Payrhammer belegt. Im 17. Jahrhundert kommt es an Sebastian Freihammer (daher die Bezeichnung „Freihammerbräu“, offizieller Name Goldener Adler). 1813–1874 im Besitz der Familie Schlamm („Schlammbräu“). 1928 mit zwei Nachbarhäusern vereinigt, Umbenennung in Münchnerhof und Umgestaltung in ein Hotel. Heute Wohn- und Geschäftshaus mit sehenswerter holzvertäfelter Stiege. | BDA-Hist.: Q38014208 Status: Bescheid Stand der BDA-Liste: 2025-06-30 Name: Bürgerhaus, ehem. Münchnerhof GstNr.: 842 Dreifaltigkeitsgasse 3                                                              |
| ja   | Datei hochladen | Bürgerhaus, Stadtkochhaus HERIS-ID: 45360 Objekt-ID: 46655                                   | Dreifaltigkeitsgasse 4 Standort KG: Salzburg                      | Das fünfgeschoßige Bürgerhaus ist im Kern spätmittelalterlich. | BDA-Hist.: Q38015358 Status: Bescheid Stand der BDA-Liste: 2025-06-30 Name: Bürgerhaus, Stadtkochhaus GstNr.: 836 Dreifaltigkeitsgasse 4, Salzburg                                                        |
| ja   | Datei hochladen | Bürgerhaus, ehem. Münchnerhof HERIS-ID: 45361 Objekt-ID: 46656                               | Dreifaltigkeitsgasse 5 Standort KG: Salzburg                      | Das fünfgeschoßige Bürgerhaus ist im Kern spätmittelalterlich. | BDA-Hist.: Q38015359 Status: Bescheid Stand der BDA-Liste: 2025-06-30 Name: Bürgerhaus, Ehem. Mönchnerhof GstNr.: 843                                                                                     |
| ja   | Datei hochladen | Bürgerhaus, Goldschlägerhaus mit Sauterbogen HERIS-ID: 45207 Objekt-ID: 46126                | Dreifaltigkeitsgasse 6 Standort KG: Salzburg                      | Sauterbogen benannt nach dem Salzburger Botaniker Dr. Anton Sauter (1800–1881). Der Durchbruch wurde von Erzbischof Paris Lodron in Auftrag gegeben, um seine beiden neu erbauten Häuser (den Primogeniturpalast und den Sekundogeniturpalast) besser erreichen zu können. Im Kreuzgratgewölbe sind das erzbischöfliche Wappen und das Jahr der Errichtung eingefügt. | BDA-Hist.: Q38014198 Status: Bescheid Stand der BDA-Liste: 2025-06-30 Name: Bürgerhaus, Goldschlägerhaus mit Sauterbogen GstNr.: 863                                                                      |
| ja   | Datei hochladen | Bürgerhaus, Graf Überacker-Stock HERIS-ID: 45377 Objekt-ID: 46691                            | Dreifaltigkeitsgasse 9 Standort KG: Salzburg                      | | BDA-Hist.: Q38015419 Status: Bescheid Stand der BDA-Liste: 2025-06-30 Name: Bürgerhaus, Graf Überacker-Stock GstNr.: 860/4                                                                                |
| ja   | Datei hochladen | Dreifaltigkeitskirche und Priesterhaus HERIS-ID: 71402 Objekt-ID: 84584                      | Dreifaltigkeitsgasse 12-14 Standort KG: Salzburg                  | Dreifaltigkeitskirche und Priesterseminar | BDA-Hist.: Q88960399 Status: § 2a Stand der BDA-Liste: 2025-06-30 Name: Dreifaltigkeitskirche und Priesterhaus GstNr.: 869, 867, 868 Dreifaltigkeitskirche und Priesterhaus, Salzburg                     |
| ja   | Datei hochladen | Paris Lodronscher Primogeniturpalast, Altes Borromäum HERIS-ID: 36577 Objekt-ID: 35558       | Dreifaltigkeitsgasse 15, 17, 19 Standort KG: Salzburg             | → Hauptartikel : Neues Mozarteum f1 | BDA-Hist.: Q2052333 Status: Bescheid Stand der BDA-Liste: 2025-06-30 Name: Ehem. Borromäum, Mozarteum GstNr.: 950, 952, 951 Paris Lodronscher Primogeniturpalast                                          |
| ja   | Datei hochladen | Evang. Pfarrkirche A.B., Christuskirche HERIS-ID: 71368 Objekt-ID: 84532                     | Elisabethkai 22A Standort KG: Salzburg                            | Von 1863 bis 1867 von Architekt Jacob Götz als freistehender Backsteinbau an der Salzach errichtet. Glasfenster in der Apsis von Albert Birkle. Leinwandbilder von Friedrich Martersteig aus dem Jahre 1868. | BDA-Hist.: Q1087413 Status: § 2a Stand der BDA-Liste: 2025-06-30 Name: Evang. Pfarrkirche A.B., Christuskirche GstNr.: 991 Christuskirche (Salzburg)                                                      |
| ja   | Datei hochladen | Evangelischer Pfarrhof HERIS-ID: 53190 Objekt-ID: 60990                                      | Elisabethkai 24 Standort KG: Salzburg                             | Siehe Christuskirche. Von 1868 bis 1869 von Jacob Götz. | BDA-Hist.: Q38056083 Status: § 2a Stand der BDA-Liste: 2025-06-30 Name: Evangelischer Pfarrhof GstNr.: 995 Pfarrhof Christuskirche (Salzburg)                                                             |
| ja   | Datei hochladen | Pfarrhof, St. Elisabeth HERIS-ID: 60372 Objekt-ID: 72667                                     | Elisabethstraße 39 Standort KG: Salzburg                          | Ehemaliges Caspisschlössl, Schloss Schöneck, Villa Haimerle. Von Giovanni Gaspare Zuccalli (1667?–1717) 1685 für die Herren von Caspis errichtet. Ein quadratischer, zweigeschoßiger Bau mit gestuftem Pyramidendach und einem kleinen Glockentürmchen. Heute Pfarramt der davorstehenden Elisabethkirche und Pfarrkindergarten. | BDA-Hist.: Q14912626 Status: § 2a Stand der BDA-Liste: 2025-06-30 Name: Pfarrhof, St. Elisabeth GstNr.: 1181/2 Former Caspisschlössl, Pfarrhof Salzburg-St. Elisabeth                                     |
| ja   | Datei hochladen | Wohnhaus HERIS-ID: 40515 Objekt-ID: 40458                                                    | Elisabethstraße 49 Standort KG: Salzburg                          | | BDA-Hist.: Q37995043 Status: Bescheid Stand der BDA-Liste: 2025-06-30 Name: Wohnhaus GstNr.: 1187/10 Elisabethstraße 49, Salzburg                                                                         |
| ja   | Datei hochladen | Bürgerhaus, sog. Mayburgerhaus HERIS-ID: 53108 Objekt-ID: 60895                              | Erhardgäßchen 2 Standort KG: Salzburg                             | Wohnhaus (1869–1908) des Salzburger Malers Josef Mayburger. | BDA-Hist.: Q38055745 Status: § 2a Stand der BDA-Liste: 2025-06-30 Name: Bürgerhaus, sog. Mayburgerhaus GstNr.: 2257                                                                                       |
| ja   | Datei hochladen | Kruzifix/Kreuz HERIS-ID: 70278 Objekt-ID: 83391                                              | gegenüber Erhardplatz 2 Standort KG: Salzburg                     | | BDA-Hist.: Q38124626 Status: § 2a Stand der BDA-Liste: 2025-06-30 Name: Kruzifix/Kreuz GstNr.: 2223 Kruzifix Erhardplatz, Salzburg                                                                        |
| ja   | Datei hochladen | Petersbrunnhof HERIS-ID: 41835 Objekt-ID: 42406                                              | Erzabt-Klotz-Straße 22 Standort KG: Salzburg                      | → Hauptartikel : Petersbrunnhof f1 | BDA-Hist.: Q2079560 Status: § 2a Stand der BDA-Liste: 2025-06-30 Name: Petersbrunnhof GstNr.: 2149 Petersbrunnhof                                                                                         |
| ja   | Datei hochladen | Miethaus, Hellerhaus HERIS-ID: 41637 Objekt-ID: 42180                                        | Faberstraße 7 Standort KG: Salzburg                               | Das ursprüngliche Faberhaus, ein U-förmiger historistischer Gebäudekomplex aus der Gründerzeit, entstand nach Abriss der Lodronschen Befestigungsanlagen nördlich des Mirabellplatzes in der 2. Hälfte des 19. Jahrhunderts. Das Faberhaus ist benannt nach dem Wiener Brauereidirektor und Auftraggeber Moritz Faber und umfasst die Adressen Rainerstraße 2, Hubert-Sattler-Gasse 1 und 3 sowie Franz-Josef-Straße 2 und 4. Entworfen wurde der Bau von Franz Schommleitner und errichtet von Valentin Ceconi. Mittlerweile werden auch ähnlich und ebenfalls von Ceconi errichtete anschließende Gebäude als Faberhäuser bezeichnet, besonders die den Häuserblock um Rainerstraße, Hubert-Sattler-Gasse, Faberstraße, Franz-Josef-Straße bilden. Teile des Komplexes wurden im Zweiten Weltkrieg beschädigt. Heute sind im Haus Rainerstraße 2 eine Bank, in den anderen Gebäuden unter anderem Einrichtungen des Magistrats Salzburg untergebracht. | BDA-Hist.: Q38001934 Status: Bescheid Stand der BDA-Liste: 2025-06-30 Name: Miethaus, Hellerhaus GstNr.: 1065                                                                                             |
| ja   | Datei hochladen | Miethaus, Hellerhaus HERIS-ID: 41639 Objekt-ID: 42182                                        | Faberstraße 9 Standort KG: Salzburg                               | siehe Faberstraße 7 | BDA-Hist.: Q38001956 Status: Bescheid Stand der BDA-Liste: 2025-06-30 Name: Miethaus, Hellerhaus GstNr.: 1063/1                                                                                           |
| ja   | Datei hochladen | Wohn- und Geschäftshaus, ehem. Hotel Habsburg HERIS-ID: 24719 Objekt-ID: 21125               | Faberstraße 10 Standort KG: Salzburg                              | Das viergeschoßige Haus mit neobarocker Fassade und Eckturm wurde 1902/03 von Josef Hofschweiger erbaut. | BDA-Hist.: Q37886897 Status: Bescheid Stand der BDA-Liste: 2025-06-30 Name: Wohn- und Geschäftshaus, ehem. Hotel Habsburg GstNr.: 1473                                                                    |
| ja   | Datei hochladen | Miethaus, Hellerhaus HERIS-ID: 41640 Objekt-ID: 42183                                        | Faberstraße 11 Standort KG: Salzburg                              | s. Faberstraße 7 | BDA-Hist.: Q38001967 Status: Bescheid Stand der BDA-Liste: 2025-06-30 Name: Miethaus, Hellerhaus GstNr.: 1063/1 Faberstraße 11, Salzburg                                                                  |
| ja   | Datei hochladen | Wohnhaus HERIS-ID: 26157 Objekt-ID: 22622                                                    | Faberstraße 12 Standort KG: Salzburg                              | Das viergeschoßige Haus mit neobarocker Fassade wurde 1902/03 von Josef Hofschweiger erbaut. | BDA-Hist.: Q37899861 Status: Bescheid Stand der BDA-Liste: 2025-06-30 Name: Wohnhaus GstNr.: 1472 |
| ja   | Datei hochladen | Wohn- und Geschäftshaus HERIS-ID: 26158 Objekt-ID: 22623                                     | Faberstraße 14 Standort KG: Salzburg                              | Das viergeschoßige Haus mit neobarocker Fassade wurde 1902/03 von Josef Hofschweiger erbaut. | BDA-Hist.: Q37899877 Status: Bescheid Stand der BDA-Liste: 2025-06-30 Name: Wohn- und Geschäftshaus GstNr.: 1471                                                                                          |
| ja   | Datei hochladen | Büro- und Wohnhaus (ehem. Arbeiterunfallversicherung) HERIS-ID: 53181 Objekt-ID: 60980       | Faberstraße 20, 22, 24 / Auerspergstraße 27 Standort KG: Salzburg | Das viergeschoßige Wohnhaus mit historisierenden Gliederungselementen in seiner Hauptfassade wurde 1924/25 erbaut. | BDA-Hist.: Q38056046 Status: Bescheid Stand der BDA-Liste: 2025-06-30 Name: Büro- und Wohnhaus (ehem. Arbeiterunfallversicherung) GstNr.: 1087/15, 1087/56 Faberstraße 20-24, Salzburg                    |
| ja   | Datei hochladen | Lebensmittelwerke Union HERIS-ID: 53160 Objekt-ID: 60954                                     | Fanny-v.-Lehnert-Straße 4 Standort KG: Salzburg                   | Das repräsentative dreigeschoßige Gebäude mit spätsecessionistischer Fassade wurde 1923/24 erbaut. | BDA-Hist.: Q38055981 Status: Bescheid Stand der BDA-Liste: 2025-06-30 Name: Lebensmittelwerke Union GstNr.: 1218/6                                                                                        |
| ja   | Datei hochladen | Wandbrunnen HERIS-ID: 68058 Objekt-ID: 81053                                                 | Ferdinand-Hanusch-Platz 4 Standort KG: Salzburg                   | → Hauptartikel : Löwenkopfbrunnen (Salzburg) f1 | BDA-Hist.: Q38118356 Status: § 2a Stand der BDA-Liste: 2025-06-30 Name: Wandbrunnen GstNr.: 4141 Löwenkopfbrunnen (Ferdinand-Hanusch-Platz 4, Salzburg)                                                   |
| ja   | Datei hochladen | Dompfarramt HERIS-ID: 53088 Objekt-ID: 60874                                                 | Festungsgasse 1 Standort KG: Salzburg                             | | BDA-Hist.: Q38055712 Status: § 2a Stand der BDA-Liste: 2025-06-30 Name: Dompfarramt GstNr.: 301 |
| ja   | Datei hochladen | Wohnhaus HERIS-ID: 75968 Objekt-ID: 89501                                                    | Festungsgasse 3, 5 Standort KG: Salzburg                          | | BDA-Hist.: Q38141852 Status: § 2a Stand der BDA-Liste: 2025-06-30 Name: Wohnhaus GstNr.: 299, 300 |
| ja   | Datei hochladen | Talstation der Festungsbahn HERIS-ID: 40516 Objekt-ID: 40459                                 | Festungsgasse 4 Standort KG: Salzburg                             | → Hauptartikel : Festungsbahn Salzburg f1 | BDA-Hist.: Q125141037 Status: Bescheid Stand der BDA-Liste: 2025-06-30 Name: Talstation der Festungsbahn GstNr.: 284/1 Lower station of Festungsbahn (Salzburg)                                           |
| ja   | Datei hochladen | Bürgerhaus, Wannerbehausung HERIS-ID: 44154 Objekt-ID: 44857                                 | Festungsgasse 6 Standort KG: Salzburg                             | Das viergeschoßige Bürgerhaus ist im Kern spätmittelalterlich. | BDA-Hist.: Q38007245 Status: Bescheid Stand der BDA-Liste: 2025-06-30 Name: Bürgerhaus, Wannerbehausung GstNr.: 281                                                                                       |
| ja   | Datei hochladen | Gasthaus, Stieglbräukeller, Wallmannsbergerbehausung HERIS-ID: 44155 Objekt-ID: 44858        | Festungsgasse 8,10 Standort KG: Salzburg                          | Der wuchtige Bau an der Wand des Festungsberges wurde 1924/25 errichtet. | BDA-Hist.: Q38007255 Status: Bescheid Stand der BDA-Liste: 2025-06-30 Name: Gasthaus, Stieglbräukeller, Wallmannsbergerbehausung GstNr.: 277, 275, 279 Stieglkeller                                       |
| ja   | Datei hochladen | Municipium Iuvavum HERIS-ID: 112170 Objekt-ID: 130239                                        | Franziskanergasse 5 Standort KG: Salzburg                         | Anmerkung: Das geschützte Gebiet des Municipium Iuvavum erstreckt sich über mehrere Fundstellen auf den Adressen Franziskanergasse 5, Furtwänglergarten, Kaigasse 33 und Max Reinhardt-Platz. | BDA-Hist.: Q64692027 Status: Bescheid Stand der BDA-Liste: 2025-06-30 Name: Municipium Ivavum GstNr.: 323, 324, 326/1 Iuvavum                                                                             |
| ja   | Datei hochladen | Franziskanerkloster und archäologische Fundhoffnungsgebiete HERIS-ID: 53069 Objekt-ID: 60852 | Franziskanergasse 5, 5a Standort KG: Salzburg                     | → Hauptartikel : Franziskanerkloster Salzburg f1 | BDA-Hist.: Q1450361 Status: Bescheid Stand der BDA-Liste: 2025-06-30 Name: Franziskanerkloster und archäologische Fundhoffnungsgebiete GstNr.: 323, 324, 326/1 Franziskanerkloster Salzburg               |
| ja   | Datei hochladen | Bürgerhaus, Schiffmeister Gugghaus HERIS-ID: 41731 Objekt-ID: 42293                          | Franz-Josef-Kai 5 Standort KG: Salzburg                           | Die Fassade des im Kern aus dem 17. und 18. Jahrhundert stammenden Bürgerhauses weist eine hohe Stirnmauer auf. | BDA-Hist.: Q38002467 Status: Bescheid Stand der BDA-Liste: 2025-06-30 Name: Bürgerhaus, Schiffmeister Gugghaus GstNr.: 433                                                                                |
| ja   | Datei hochladen | Bürgerhaus, Schiffmeister Gugg Haus HERIS-ID: 41730 Objekt-ID: 42292                         | Franz-Josef-Kai 7 Standort KG: Salzburg                           | | BDA-Hist.: Q38002457 Status: Bescheid Stand der BDA-Liste: 2025-06-30 Name: Bürgerhaus, Schiffmeister Gugg Haus GstNr.: 432                                                                               |
| ja   | Datei hochladen | Bürgerhaus HERIS-ID: 44152 Objekt-ID: 44855                                                  | Franz-Josef-Kai 9 Standort KG: Salzburg                           | Die Fassade des im Kern aus dem 17. und 18. Jahrhundert stammenden Bürgerhauses erhielt um 1880 ihre historistische Gliederung. | BDA-Hist.: Q38007226 Status: Bescheid Stand der BDA-Liste: 2025-06-30 Name: Bürgerhaus GstNr.: 431 |
| ja   | Datei hochladen | Bürgerhaus HERIS-ID: 46098 Objekt-ID: 47755                                                  | Franz-Josef-Kai 15 Standort KG: Salzburg                          | Das fünfgeschoßige Bürgerhaus stammt im Kern aus dem 17. und 18. Jahrhundert. | BDA-Hist.: Q38019195 Status: Bescheid Stand der BDA-Liste: 2025-06-30 Name: Bürgerhaus GstNr.: 428 |
| ja   | Datei hochladen | ehem. Ursulinenkirche, Markuskirche HERIS-ID: 53046 Objekt-ID: 60827                         | Franz-Josef-Kai 21 Standort KG: Salzburg                          | → Hauptartikel : Markuskirche (Salzburg) f1 | BDA-Hist.: Q1901924 Status: § 2a Stand der BDA-Liste: 2025-06-30 Name: ehem. Ursulinenkirche, Markuskirche GstNr.: 419, 420/1 Markuskirche (Salzburg)                                                     |
| ja   | Datei hochladen | Wohn- und Geschäftshaus, Teil der sog. Faberhäuser HERIS-ID: 46731 Objekt-ID: 48867          | Franz-Josef-Straße 4 Standort KG: Salzburg                        | s. Faberstraße 7 | BDA-Hist.: Q38023275 Status: Bescheid Stand der BDA-Liste: 2025-06-30 Name: Wohn- und Geschäftshaus, Teil der sog. Faberhäuser GstNr.: 1058                                                               |
| ja   | Datei hochladen | Miethaus, Hellerhaus HERIS-ID: 41638 Objekt-ID: 42181                                        | Franz-Josef-Straße 8 Standort KG: Salzburg                        | s. Faberstraße 7 | BDA-Hist.: Q38001946 Status: Bescheid Stand der BDA-Liste: 2025-06-30 Name: Miethaus, Hellerhaus GstNr.: 1063/1                                                                                           |
| ja   | Datei hochladen | Miethaus, ehem. Nationalbankgebäude HERIS-ID: 53195seit 2021                                 | Franz-Josef-Straße 18 Standort KG: Salzburg                       | | BDA-Hist.: Q107637136 Status: Bescheid Stand der BDA-Liste: 2025-06-30 Name: Miethaus, ehem. Nationalbankgebäude GstNr.: 1496/2 Oesterreichische Nationalbank (Salzburg)                                  |
| ja   | Datei hochladen | Schloss Freisaal HERIS-ID: 36579 Objekt-ID: 35560                                            | Freisaalweg 31 Standort KG: Salzburg                              | Das Wasserschloss wurde 1549 anstelle einer älteren Burg erbaut. Im Saal befindet sich ein Fresko, das den Einzug von Fürsterzbischof Kuenburg im Jahr 1558 zeigt und vermutlich von Hans Bocksberger stammt. | BDA-Hist.: Q250822 Status: Bescheid Stand der BDA-Liste: 2025-06-30 Name: Schloss Freisaal GstNr.: 2081 Schloss Freisaal                                                                                  |
| ja   | Datei hochladen | Gutshof, ehem. Weiherhof HERIS-ID: 36580 Objekt-ID: 35561                                    | Fürbergstraße 40 Standort KG: Salzburg                            | Der fürsterzbischöflichen Weiherhof war eine Herberge, die unter Reichsfürst Franz Anton von Harrach in den Jahren 1726/27 grundlegend erneuert worden war und heute ein Mietshaus ist. | BDA-Hist.: Q37970774 Status: § 57-Mandatsbescheid Stand der BDA-Liste: 2025-06-30 Name: Gutshof, ehem. Weiherhof GstNr.: 1844                                                                             |
| ja   | Datei hochladen | Municipium Iuvavum HERIS-ID: 62495 Objekt-ID: 75050                                          | Furtwänglerpark Standort KG: Salzburg                             | Im Hof der Universität wurden Reste einer römischen Besiedlung aus der Mitte des 1. Jahrhunderts gefunden (Mauer quer über den Innenhof). Aus dem Ende des 1. Jahrhunderts sind nach einer Aufschüttung des Geländes weitere Häuser (eines mit einer Hypokaustenheizung) gesichert. Anmerkung: Das geschützte Gebiet des Municipium Iuvavum erstreckt sich über mehrere Fundstellen auf den Adressen Franziskanergasse 5, Furtwänglergarten, Kaigasse 33 und Max Reinhardt-Platz. | BDA-Hist.: Q877404 Status: Bescheid Stand der BDA-Liste: 2025-06-30 Name: Municipium Iuvavum GstNr.: 373 Furtwänglergarten (Salzburg)                                                                     |